# 이언 머독
이언 머독(Ian Murdock, 1973년 4월 28일 ~ 2015년 12월 28일)은 리눅스 배포판인 데비안 프로젝트와 프로지니 리눅스 시스템즈(Progeny Linux Systems) 회사의 창시자로 알려진 미국의 프로그래머이다.

## 삶과 업적
이언 애슐리 머독(Ian Ashley Murdock)은 1973년 4월 28일 서독 콘스탄츠에서 태어났다. 퍼듀 대학교 재학 시절인 1994년 1월에 현재의 데비안으로 불릴 기초가 되는 데비안 선언문(Debian Manifesto)을 썼으며, 1996년 컴퓨터 과학 학사 학위를 취득했다. 데비안이라는 이름은 당시 그의 여자친구 데브라 린(Debra Lynn)과 자신의 이름을 합쳐서 지은 것이다. (뎁 과 이언)
그들은 1993 - 1996년 사이에 결혼하였으나 , 2007년 8월 10일에 이혼소송을 하고, 2008년 1월에 이혼하였다., 자녀는 3명이다.
썬 마이크로시스템즈에 합류하여 프로젝트 인디애나를 주도했다. 이후 "리눅스 운영체제에서 배운 교훈을 솔라리스에 제공"했다고 자평한 이 프로젝트에서 그는 그놈과 사용자 도구, 네트워크 기반 패키지 관리자를 모두 갖춘 오픈 솔라리스 배포판을 만들었다. 2007년 3월부터 2010년 2월까지 그는 동사의 신흥 플랫폼 그룹 부사장이었고, 썬이 오라클에 합병될 때까지 이 직위에 있었다.
머독은 2011년부터 2015년까지 인디애나폴리스에 기반을 둔 Exac Target의 플랫폼의 부사장 및 개발자로 있었으며, 2015년 11월부터 사망하기 전까지 도커에서 근무하였다.
2015년 12월 26일 밤과 다음날 새벽에 폭력 행위로 경찰에 두 번 연행된 후 25,000달러의 보석금을 지불하고 석방되었다. 이후 다음 날인 28일에 자살을 예고하는 트윗을 남긴 후 숨진 채 발견되었다.